# Bystrzyca (powiat oławski)
Bystrzyca (niem. Peisterwitz) – wieś w Polsce położona w województwie dolnośląskim, w powiecie oławskim, w gminie Oława.

## Podział administracyjny
W latach 1945–1954 siedziba gminy Bystrzyca. W latach 1954–1972 wieś należała i była siedzibą władz gromady Bystrzyca. W latach 1975–1998 miejscowość należała administracyjnie do województwa wrocławskiego.

## Nazwa
Nazwa miejscowości wywodzi się od bystrego, szybkiego nurtu rzeki. Niemiecki językoznawca Heinrich Adamy w swoim dziele o nazwach miejscowych na Śląsku wydanym w 1888 roku we Wrocławiu jako najstarszą nazwę miejscowości wymienia zlatynizowaną nazwę Bistritz podając jej znaczenie "Wildwasser" czyli "Dzika, szalona woda". Pierwotna nazwa została później przez Niemców fonetycznie zgermanizowana na Peisterwitz tracąc swoje pierwotne znaczenie.

## Opis miejscowości
Bystrzyca jest największą wsią w gminie Oława, zamieszkałą (III 2011 r.) przez 2456 osób. W miejscowości jest 6 sklepów spożywczych, bankomat Banku Spółdzielczego. Ponadto: apteka, remiza Ochotniczej Straży Pożarnej Bystrzyca, zespół szkół (w skład którego wchodzą szkoła podstawowa,przedszkole, siedziba Nadleśnictwa Oława, leśnictwa Janików, kościół rzymskokatolicki oraz kaplica. Nad Smortawą znajduje się kilka ośrodków wypoczynkowych oraz kąpielisko. W Bystrzycy znajduje się także Ośrodek Zdrowia oraz stomatolog.
W 1987 roku w Bystrzycy kręcono część scen do filmu Pociąg do Hollywood z Katarzyną Figurą w roli głównej.

## Przedwojenna Bystrzyca
Teraźniejszej Bystrzycy brakuje dużo do jej potęgi z przedwojennych czasów. Wtedy liczyła ona (dane z 1935 roku) 3328 mieszkańców. We wsi znajdował się stary kościół ewangelicki z cmentarzem, nowy kościół katolicki z cmentarzem, urząd pocztowy, szkoła, remiza strażacka z wieżą, 4 tartaki (w tym jeden zasilany energią elektryczną na tamte czasy bardzo nowoczesny) 5 sklepów budowlanych, 3 fabryki cygar, 24 sklepy, 4 składy sprzedaży węgla, 7 punktów gastronomicznych, lekarz, 2 dentystów, 6 rzeźników, 6 fryzjerów, 6 stolarzy, 5 piekarzy, 5 szewców, 4 krawców damskich, 3 krawców męskich, młyn zbożowy, dom gminny, boisko, 2 kowali, 2 zakłady zduńskie, studniarz, dekarz, zegarmistrz, Szkoła gospodarstwa domowego, Ewangelicka Szkoła Publiczna, Kino z salą widowiskowa i nawet łaźnia.

### Fabryka cygar
Z kronik szkolnych wiemy, że kiedyś w obecnym szkolnym budynku znajdowała się fabryka cygar. Z okresu istnienia Zigarrenfabrik nie zachowały się żadne pamiątki. Wyposażenie fabryki najprawdopodobniej wywieziono na wschód. Dziś nie ma już śladu po dawnej tytoniowej historii Bystrzycy. Nie wiadomo jaki kształt miały cygara, jaki smak czy zapach. Nie zachowały się etykiety pudełek czy banderole, jakimi zapewne je oklejano. Właścicielem, bądź dzierżawcą (nie do końca wiadomo) był Otto Deter. Podobno bystrzyckie cygara były tak dobre że trafiały one do berlińskich sklepów.

## Zabytki
Do wojewódzkiego rejestru zabytków wpisany jest:
- kościół ewangelicki, obecnie rzymskokatolicki parafialny pw. Matki Boskiej Anielskiej, szachulcowy, z 1772 r., lat 1976-1981[9]

## Gospodarka
Bystrzyca to prawdziwe zagłębie świecowo-zniczowe powiatu oławskiego, znajdują się tu aż dwa duże zakłady produkcyjne o tym profilu. Znajduje się tu także piaskownia, 2 tartaki oraz wiele mniejszych zakładów.

## Sport
Swoją siedzibę ma tu piłkarski klub sportowy Burza Bystrzyca który powstał w 1947 roku i swoje mecze rozgrywa na Stadionie Leśnym (wymiary boiska: 105 × 64 m, pojemność trybun: 200 miejsc). Barwy zespołu: biało-niebiesko-białe. Drużyna w sezonie 2020/2021 występowała w A-klasie, grupa Wrocław III.

## Cmentarze
W Bystrzycy znajdują się aż dwa cmentarze:
- Stary (przedwojenny) leżący przy ulicy Cmentarnej
- Nowy leżący przy ulicy Polnej i Brzegowej

Ponadto obok nowego cmentarza znajduje się wyremontowany w 2003 roku przez miejscową społeczność niemiecki cmentarz na którym powstało lapidarium, upamiętniające ludność niemiecką zamieszkującą kiedyś te tereny.

## Współpraca
Bystrzyca od 2012 roku współpracuje z niewielka niemiecką wioską Neckeroda. Współpracę zapoczątkował w 2012 roku Heinz Scholz który wraz z Burmistrzem Neckerody przyjechali do Bystrzycy. Dzięki niej byli mieszkańcy którzy żyli tu przed wojną mogą poznać wieś na nowo i odnowić swoje wspomnienia i wspomnienia mieszkających tu Polaków. Obywatele Polscy także co rok jeżdżą do miejscowości zamieszkiwanej przez Heinza Scholza uczestnicząc w tamtejszym festiwalu rzemiosła. Część filmu poświęconego Neckerodzie kręconego przez Niemiecka telewizje MDR była kręcona w Bystrzycy.